# Dominic Miller
Dominic James Miller (* 21. března 1960 Buenos Aires) je britský rockový a jazzový kytarista.

## Kariéra
Narodil se 21. března 1960 v Buenos Aires, kde strávil prvních 10 let svého života. Jeho matka pocházela z Irska, otec byl Američan. Následně se jeho rodina přestěhovala do USA (Wisconsin) a po dvou letech definitivně do Londýna. Miller pochází z hudebně založené rodiny, na kytaru hraje od svých 11 let. Vystudoval bostonskou Berklee College of Music a především londýnskou Guildhall School of Music and Drama.
V 80. letech byl Miller členem kapel World Party a King Swamp. Spolupracoval též s Philem Collinsem na albu …But Seriously, později hrál na deskách i na koncertech se Stingem, se kterým vystupuje dodnes. Složil například Stingovu píseň „Shape of My Heart“. Od roku 1995 vydává Dominic Miller vlastní sólová alba. Roku 1996 se Miller podílel i na druhém sólovém albu klávesisty Ricka Wrighta, člena Pink Floyd.

## Sólová diskografie
- The Latin/Jazz Guitars of Dominic Miller and Dylan Fowler (1984)
- Music by David Heath & Dominic Miller (1985)
- First Touch (1995)
- Second Nature (1999)
- New Dawn (2002; s Neilem Staceyem)
- Shapes (2004)
- Third World (2005)
- Fourth Wall (2006)
- In a Dream (2008; s Peterem Katerem)
- November (2010)
- 5th House (2012)
- Ad Hoc (2014)
- Hecho en Cuba (2016; s Manolito Simonet)
- Silent Light (2017)
- Absinthe (2019)
- Vagabond  (2023)